# Adam Zwar
Adán Zwar (13 de enero de 1972) es un multi-premiado actor, productor, y escritor australiano. Es conocido por ser el cocreador de las series australianas de comedia Lowdown, Wilfred y por crear las series Agony Uncles, Agony Aunts y The Agony of Life.

## Primeros años
Zwar nació el 13 de enero de 1972 en Cairns, Queensland donde fue criado posteriormente. Sus padres compraron la casa de la familia del actor Leo McKern. Zwar es el hijo del autor Desmond Zwar, autor del best-seller El hombre más solo en el mundo acerca de Rudolf Hess. La madre de Zwar, Delphine, fue una escritora de largo plazo en revistas. 
Desde la edad de trece años, Zwar asistió a una escuela privada en Brisbane. Después de la preparatoria, completó una licenciatura en periodismo en la Universidad de Southern Queensland en Toowoomba. Posteriormente, comenzó a estudiar actuación. 
Después de algún tiempo trabajando en el Sunday Sun Herald, Zwar decidió perseguir su interés en la industria del cine. En 1997 dejó su trabajo de tiempo completo de periodista, para trabajar en dos empleos como periodista en freelance y actor independiente. Actuó en teatro, en numerosos comerciales de televisión, así como papeles de la huésped en Heelers Vecinos. Zwar Cada año se ahorraría una parte de sus ingresos (por lo general alrededor de $4000) y utilizarlo para producir un cortometraje.

## Carrera
Después de apariciones en la televisión australiana en varios programas, a finales de 1990, Adam coescribió, produjo y coprotagonizó el cortometraje Wilfred en 2002 y luego pasó a cocrear y coprotagonizar de nuevo en la serie de televisión, Wilfred, con su mejor amigo Jason Gann. Más tarde ese año, ganó el Premio AFI a la Mejor Actuación Cómica en Televisión. Después de una segunda temporada de Wilfred, Adam colaboró con Amanda Brotchie, para crear la comedia popular, "desacuerdos", que ganó como Mejor Comedia de Televisión en los Premios del Gremio de Escritores Australianos (AWGIES).
Otros créditos en la pantalla incluyen dos temporadas de la serie de comedia The Wedge, Blue Heelers, Stingers, Crashburn, SeaChange, BackBerner y MDA. Él también ha escrito las obras australianas Primrose Hill, The Inner Sanctum, y el otoño y la caída de Jeremy Hawthorn.

## Filmografía
- The Agony of Life (2013) – Narrador
- Rake (2012) – Bob Oakley
- Howzat! Kerry Packer's War (2012) – Peter McFarlane
- Tangle (2010) – Hughey
- Lowdown (2010) – Alex Burchill
- The Wedding Party (2009) – Tommy
- Rush (2008) Martin Gero (2 episodios)
- Carla Cametti PD (2008) – Hank
- Valentine's Day (2008) – Beak
- Underbelly (2008) – Gregg Hilderbrandt
- Rats and Cats (2008) – Ben
- Wilfred (2007–2010) – Adam Douglas
- The Wedge (2006–2007) – Varios
- MDA (2002–2003)– Peter Munro
- Blue Heelers (1998–2002) – Arnie Violet
- Stingers (1999–2001) – Grubby Kane
- SeaChange (1999–2000) – Const. George Velos
- Neighbours (1985) – Mark Billings